# HMS H44
HMS H44 (pennant number – 44H, N44) – brytyjski okręt podwodny typu H. Zbudowany w latach 1917–1919 w stoczni Armstrong Whitworth w Newcastle upon Tyne, gdzie okręt został wodowany 19 lutego 1919 roku. Do służby w Royal Navy został przyjęty 15 kwietnia 1920 roku. Pierwszym dowódcą był Lt. R.C. Watson.
HMS H44 należał do serii okrętów typu H ze zmienioną konstrukcją. Po internowaniu części okrętów budowanych na zlecenie w Stanach Zjednoczonych zapadła decyzja o przeniesieniu produkcji do Wielkiej Brytanii. Od początku 1917 roku do końca 1920 roku w stoczniach Vickers, Cammell Laird, Armstrong Whitworth, Beardmore oraz HM Dockyard wybudowano 23 okręty tego typu.
W 1944 roku okręt został sprzedany i następnie złomowany w Troon.